# وسا ویریککو
وِسا ویریککو (فنلاندی: Vesa Vierikko؛ زادهٔ ۲۴ مه ۱۹۵۶) بازیگر اهل فنلاند است.
از فیلم‌ها و سریال‌های تلویزیونی‌ای که وی در آن‌ها نقش داشته‌است، می‌توان به هابیت‌ها، جنگ زمستان و دختر کارخانه کبریت‌سازی اشاره نمود.